# Sociedade Propagadora dos Conhecimentos Úteis

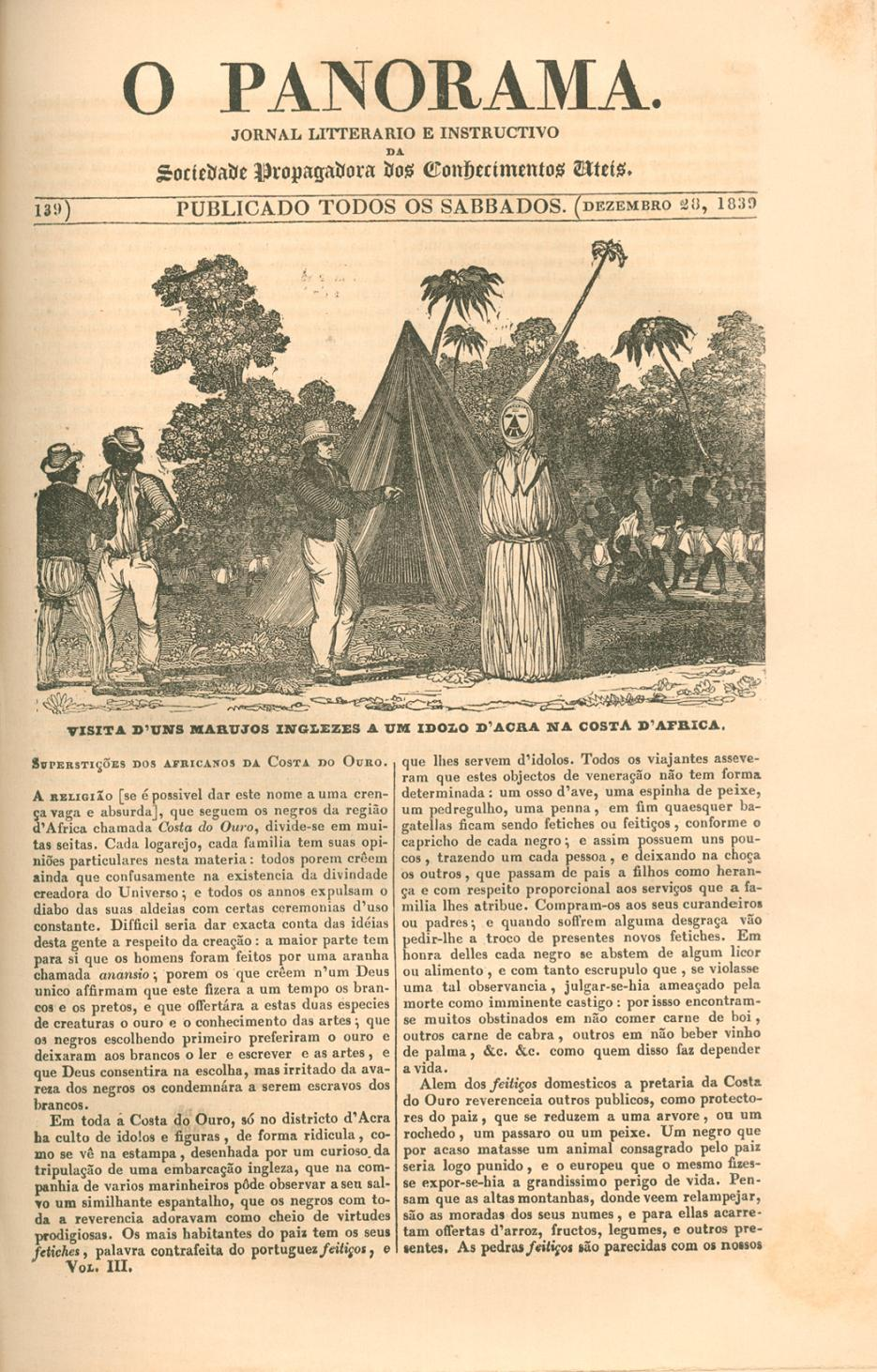
Primeira página de O Panorama, edição de 28 de dezembro de 1839.

A Sociedade Propagadora dos Conhecimentos Úteis foi uma instituição fundada em Lisboa, no ano de 1837, tendo como objetivo principal publicar um periódico de preço módico destinado à difusão cultural junto do grande público. O periódico foi o semanário ilustrado intitulado O Panorama, que para além das assinaturas e vendas era distribuído gratuitamente às instituições de caridade com fins educativos, como a Casa Pia de Lisboa e os orfanatos da cidade de Lisboa.

## Descrição
Entre os fundadores estiveram Alexandre Herculano, António Feliciano de Castilho e António de Oliveira Marreca, tendo Alexandre Herculano sido o editor da primeira série. Entre os intelectuais que contribuiram com artigos para o periódico conta-se Rodrigo José de Lima Felner.
Para além do periódico, a Sociedade editou obras de diversos autores de referência, entre os quais Luís da Silva Mouzinho de Albuquerque, José Ferreira Borges, Manuel Godinho de Erédia, Francisco José Freire, Almeida Garrett e Inácio Pizarro de Morais Sarmento.
As suas instalações e a sua tipografia operavam na Rua do Carmo, na Baixa Pombalina da cidade de Lisboa.
A sociedade foi reflexo do ambiente propenso à divulgação cultural e ao fomento da cultura científica e tecnológica que existiu em Portugal nos anos imediatos à vitória liberal na Guerra Civil Portuguesa de 1828-1834. Entre as organizações com missões culturais similares estão incluídas a Sociedade das Ciências Médicas e da Literatura (fundada em 1833), a Sociedade Promotora da Indústria Nacional (reativada em 1834) e a Sociedade dos Amigos das Letras (fundada em 1836).(pt)